# Bellerive Acres
Bellerive Acres är en ort i St. Louis County i delstaten Missouri, USA. Den hette fram till 2015 Bellerive.